# Chondrorrhina picina
Chondrorrhina picina är en skalbaggsart som beskrevs av Schauer 1938. Chondrorrhina picina ingår i släktet Chondrorrhina och familjen Cetoniidae. Inga underarter finns listade i Catalogue of Life.